# Zenn EV
Zenn EV – elektryczny mikrosamochód produkowany pod kanadyjską marką Zenn w latach 2006 – 2010.

## Historia i opis modelu

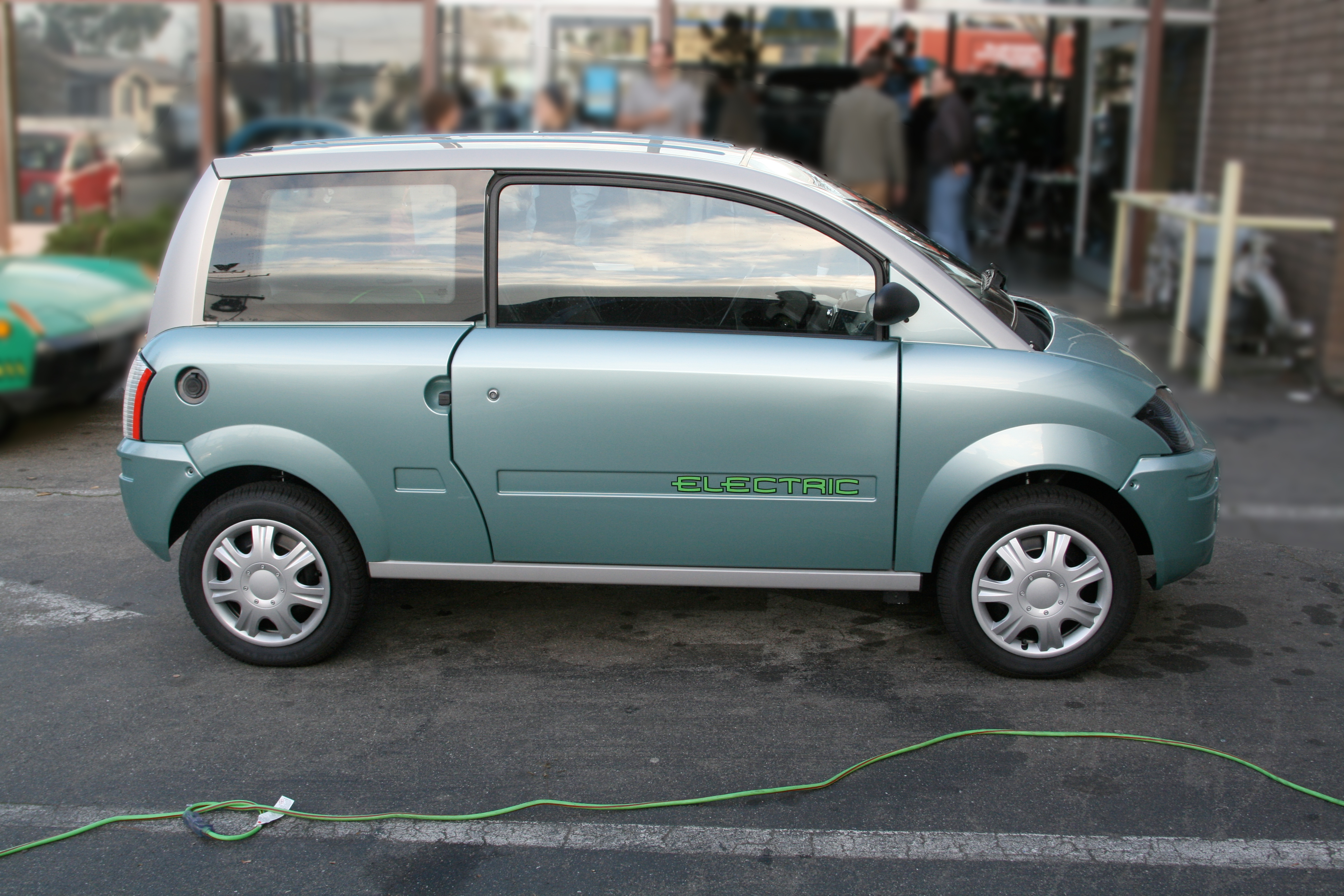
Zenn EV - sylwetka

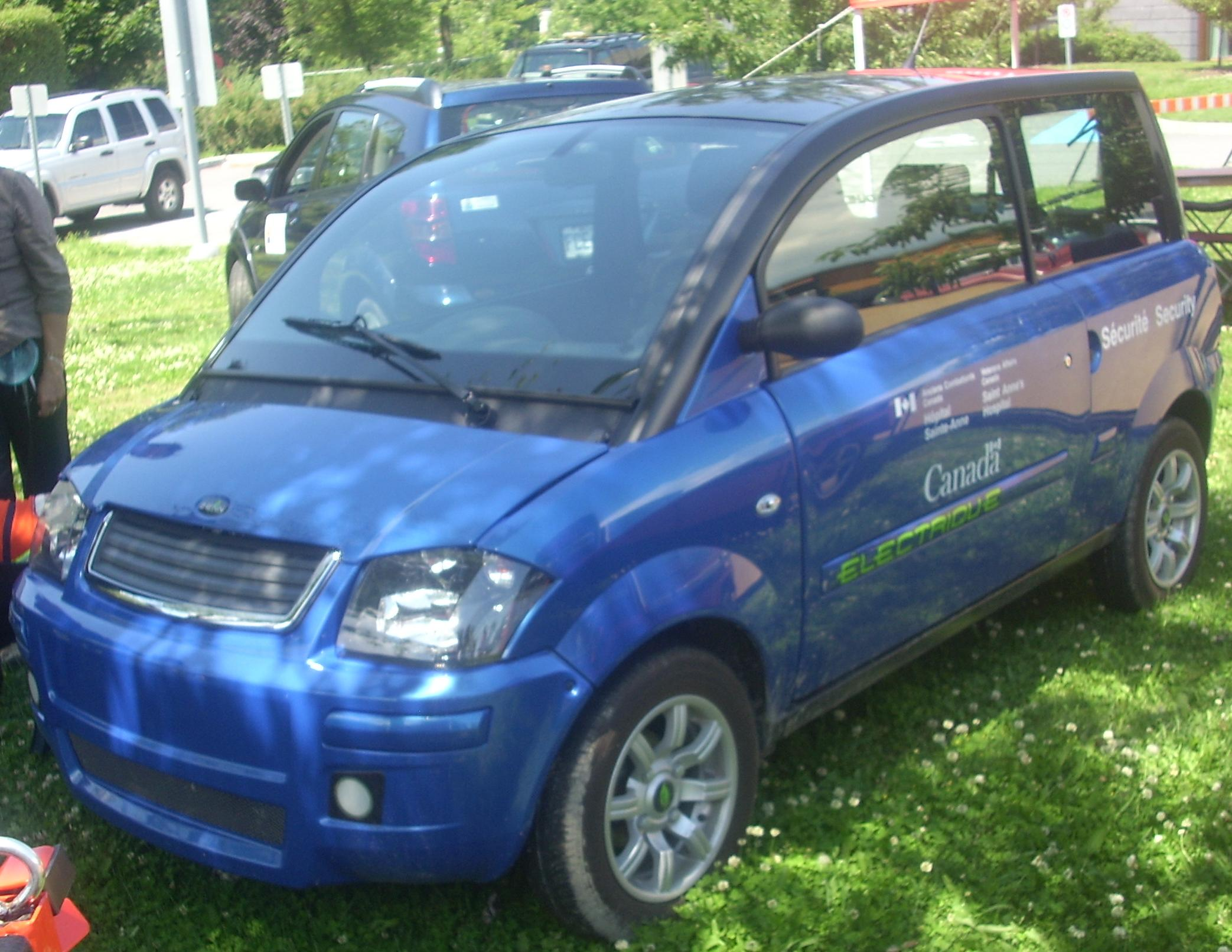
Zenn EV w 2010

W maju 2006 roku kanadyjskie przedsiębiorstwo Zenn przedstawiło wynik swojej współpracy z francuskim producentem niewielkich samochodów niskich prędkości Microcar, dokonując konwersji jej spalinowego modelu MC2 na samochód w pełni elektryczny. 
W stosunku do francuskiego pierwowzoru pod kątem wizualnym Zenn EV odróżnił się minimalną liczbą detali, zyskując jedynie inne logotypy. W ten sposób kanadyjski pojazd zachował formułę 3-drzwiowego hatchbacka z materiałowym, miękkim odsuwanym dachem.

### Sprzedaż
Zenn EV oferowany był zarówno w Kanadzie, jak i Stanach Zjednoczonych, gdzie podczas trwającej 4 lata produkcji pojazdu producent sprzedał ok. 500 egzemplarzy. Pojazd eksportowano także do wyselekcjonowanych krajów Europy Zachodniej pod macierzystą marką Microcar jako elektryczny wariant modelu MC2 pod nazwą Microcar Zenn. W wyniku zmiany modelu biznesowego, Zenn zdecydowało się zakończyć produkcję EV w zakładach w Saint-Jérôme w Quebecu w 2010 roku.

### Dane techniczne
Jako samochód w pełni elektryczny klasyfikowany w Ameryce Północnej jako neighborhood electric vehicle, czyli samochód niskich prędkości, Zenn EV rozpędzał się do prędkości nieprzekraczającej 56 km/h. Pozwalał na to silnik elektryczny o mocy 30 KM, z kolei akumulator kwasowo-ołowiowy na jednym ładowaniu umożliwiał przejechanie ok. 50 kilometrów.